# Джерміньяга
Джерміньяга, Джерміньяґа (італ. Germignaga) — муніципалітет в Італії, у регіоні Ломбардія,  провінція Варезе.
Джерміньяга розташована на відстані близько 550 км на північний захід від Рима, 70 км на північний захід від Мілана, 22 км на північ від Варезе.
Населення — 3857 осіб (2014).

## Демографія
Населення за роками:

Станом на 1 січня 2023 року в муніципалітеті офіційно проживало 259 іноземців з 42 країн, серед них 60 громадян країн Євросоюзу та 29 громадян України.

## Сусідні муніципалітети
- Бреццо-ді-Бедеро
- Бриссаго-Вальтравалья
- Каннеро-Рив'єра
- Луїно
- Монтегрино-Вальтравалья